# Banga (album)
Banga je jedenácté studiové album americké zpěvačky Patti Smith. Album poprvé vyšlo v Irsku 1. června 2012, 4. června album vyjde ve Spojeném království a 5. června ve Spojených státech.[potřebuje aktualizovat] První singl „April Fool“ vyšel již 1. dubna 2012 a hraje na něm i Tom Verlaine ze skupiny Television. Jedná se o první studiové album, složené z převážně vlastního materiálu, od roku 2004, kdy vyšlo album Trampin'. Poslední studiové album vyšlo v roce 2007 pod názvem Twelve.

## Seznam skladeb
| Pořadí         | Název                                  | Autor                           | Délka |
| -------------- | -------------------------------------- | ------------------------------- | ----- |
| 1.             | Amerigo                                | Patti Smith, Tony Shanahan      | 4:36  |
| 2.             | April Fool                             | Smith, Shanahan                 | 3:46  |
| 3.             | Fuji-san                               | Smith, Lenny Kaye               | 4:12  |
| 4.             | This Is the Girl                       | Smith, Shanahan, Stewart Lerman | 3:49  |
| 5.             | Banga                                  | Smith                           | 2:51  |
| 6.             | Maria                                  | Smith, Shanahan                 | 5:05  |
| 7.             | Mosaic                                 | Smith, Jay Dee Daugherty        | 4:12  |
| 8.             | Tarkovsky (The Second Stop is Jupiter) | Smith                           | 4:50  |
| 9.             | Nine                                   | Smith                           | 5:02  |
| 10.            | Seneca                                 | Smith, Kaye                     | 5:39  |
| 11.            | Constantine's Dream                    | Smith, Kaye                     | 10:19 |
| 12.            | After the Gold Rush                    | Neil Young                      | 4:13  |
| Celková délka: | Celková délka:                         | Celková délka:                  | 58:34 |

## Obsazení
- Patti Smith – zpěv
- Lenny Kaye – kytary, doprovodný zpěv (12)
- Tony Shanahan – baskytara, klávesy, doprovodný zpěv (12)
- Jay Dee Daugherty – bicí, perkuse, mandocello (7), doprovodný zpěv (12)

Ostatní hudebníci
- Tom Verlaine – kytara (2, 9)
- Jack Petruzzelli – kytara (1, 3—5, 7) Hammondovy varhany (9)
- Jackson Smith – kytara (2, 4, 6, 8, 12)
- Jesse Smith – klavír (8, 12)
- Johnny Depp – kytara, bicí (5)
- Louie Appel – bicí (1, 6)
- Rob Morsberger – klavír (6)
- Maxim Moston – housle (1, 6)
- Entcho Todorov – housle (1, 6)
- Hiroko Taguchi – viola (1, 6)
- Dave Eggar – violoncello (1, 6)
- Luca Lanzi – kytara (11)
- Riccardo Dellocchio – steel kytara (11)
- Sauro Lanzi – akordeon (11)
- Massimilano Gregorio – baskytara (11)
- Fabrizio Morganti – perkuse (11)
- Andreas Petermann – housle (11)
- Tadhg Brady – zpěv (12)
- Clea Payer – zpěv (12)
- Fynn Payer – zpěv (12)
- Kobyn Payer – zpěv (12)